# Йенсен, Ганс
Ганс Де́тлев Йе́нсен (нем. Hans Detlev Jensen; 28 августа 1884, Штруфенхюттен (Зегеберг) — 4 августа 1973, Росток) — немецкий филолог, лингвист.

## Биография
В 1927 году стал профессором в Киле, с 1943 по 1957 год преподавал в Ростоке. В 1935 году написал свой классический труд «Письменность прошлого и настоящего» (Die Schrift in Vergangenheit und Gegenwart).

## Публикации
- Neupersische Grammatik 1931
- Die Schrift in Vergangenheit und Gegenwart 1935
- Altarmenische Grammatik 1959
- Altarmenische Chrestomathie 1964
- Grammatik der kanaresischen Schriftsprache 1969